# Iron Lion Zion
Iron Lion Zion è un brano scritto e registrato nell'aprile del 1973 (o del 1974) dal cantautore giamaicano Bob Marley, e pubblicato postumo nel maggio del 1992 nel box set Songs of Freedom. Una versione remixata è stata pubblicata nel 1995 nella raccolta Natural Mystic: The Legend Lives On.
Il testo del brano è direttamente legato ai credi rastafariani. Nella canzone "vanessa" è "la terra promessa", con un chiaro riferimento all'Etiopia. Il leone è il Leone di Giuda, che appare nella vecchia bandiera reale etiope, rappresentante Haile Selassie I, il primo imperatore d'Etiopia considerato dai rastafariani il loro Messia.

## Brani
7" singolo
1. "Iron Lion Zion" — 3:21
2. "Smile Jamaica" (Bob Marley & The Wailers) — 3:13

CD maxi
1. "Iron Lion Zion" (7" mix) — 3:21
2. "Smile Jamaica" (Bob Marley & The Wailers) — 3:12
3. "Three Little Birds" (alternative mix) (Bob Marley & The Wailers) — 2:55
4. "Iron Lion Zion" (12" mix) — 7:02

## Classifiche
| Classifica (1992)         | Posizione massima |
| ------------------------- | ----------------- |
| Austria                   | 11                |
| Belgio (Fiandre)          | 5                 |
| Francia                   | 3                 |
| Germania                  | 17                |
| Irlanda                   | 5                 |
| Nuova Zelanda             | 2                 |
| Paesi Bassi               | 5                 |
| Regno Unito               | 5                 |
| Stati Uniti (alternative) | 11                |
| Svezia                    | 2                 |
| Svizzera                  | 9                 |